# Strafvollstreckungskammer
Strafvollstreckungskammern sind in Deutschland besondere Spruchkörper, die bei den Landgerichten gebildet werden, soweit in deren Bezirk Justizvollzugsanstalten oder andere Anstalten für Erwachsene gelegen sind, in denen Freiheitsstrafen oder freiheitsentziehende Maßregeln der Besserung und Sicherung vollzogen werden (§ 78a GVG).

## Zuständigkeit
Die Strafvollstreckungskammern treffen die in § 462a, § 463 StPO genannten Entscheidungen im Rahmen der Strafvollstreckung, soweit gegen den Verurteilten eine Freiheitsstrafe oder Maßregel der Besserung und Sicherung vollstreckt wird, insbesondere über die mögliche Aussetzung des Strafrestes zur Bewährung.
Sie entscheiden ferner über Angelegenheiten des Strafvollzugs, insbesondere über Beschwerden gegen die Anstalt (§ 109 StVollzG).

## Besetzung
In Verfahren über die Aussetzung des Restes einer lebenslangen Freiheitsstrafe, der Unterbringung in einem psychiatrischen Krankenhaus oder der Sicherungsverwahrung entscheiden die Strafvollstreckungskammern in der Besetzung mit drei Berufsrichtern einschließlich des Vorsitzenden (§ 78b Abs. 1 Nr. 1 GVG, „große Strafvollstreckungskammer“), in allen anderen Fällen in der Besetzung mit nur einem Richter (§ 78b Abs. 1 Nr. 2 GVG, „kleine Strafvollstreckungskammer“).
Das Präsidium des Landgerichts kann auch Mitglieder der im Landgerichtsbezirk angesiedelten Amtsgerichte zu Richtern in der Strafvollstreckungskammer bestellen (§ 78b Abs. 2 GVG).